# Финале УЕФА Лиге шампиона 2022.
Финале УЕФА Лиге шампиона 2022. била је завршна утакмица УЕФА Лиге шампиона у сезони 2021/22, укупно 67. сезоне најјачег европског фудбалског такмичења за клубова које се игра под окриљем УЕФА и укупно 30. сезоне откад је такмичење преименовано из Куп европских шампиона у УЕФА Лига шампиона. Финале се играло на Стад де Франсу у француском граду Сен Дени, 28. маја 2022. године, између енглеског Ливерпула и шпанског Реал Мадрида. Ово је био трећи пут да су се ова два клуба састала у финалу најелитнијег европског клупског такмичења, после 1981. и 2018. године, трећи пут да се финале игра на овом стадиону, после 2000. и 2006. године, као и први пут да су се иста два клуба заједно нашла у трима финала.
Овогодишње финале је било прво у коме је капацитет стадиона био потпуно испуњен још од финала из 2019. будући да су се претходна два финала играла у јеку пандемије ковида 19, која је натерала УЕФА да ограничи број гледалаца на трибинама у том периоду. Најпре је било у плану да се финале игра на минхенској Алијанц арени, али као последица одлагања и премештања финала из 2020, до кога је дошло пошто је УЕФА од домаћина финала Лиге шампиона и Лиге Европе затражила да их одложе у својим градовима за годину дана, домаћинство овогодишње завршне утакмице Лиге шампиона припало је Санкт Петербургу. Међутим, након почетка војне инвазије Русије на Украјину 24. фебруара 2022, УЕФА је сазвала ванредни састанак свог Извршног одбора, на којем је одлучено да ће се домаћин утакмице преместити из Русије у Француску, тачније у Сен Дени.
Голом Винисијуса Жуниора, Реал Мадрид је изашао као победник утакмице и по четрнаести пут је постао првак Европе; по пети пут су фудбалери Реала подигли „ушати пехар” у претходних девет година. Као победник Лиге шампиона 2021/22, Реал Мадрид је остварио право да игра у УЕФА суперкупу 2022. против Ајнтрахта из Франкфурта, шампиона Лиге Европе 2021/22. Мадридски клуб се такође квалификовао за Светско клупско првенство.

## Учесници
Такмичење је носило назив Куп европских шампиона до 1992, а назив УЕФА Лига шампиона користи се од 1993.
| Клуб        | Претходни наступи у финалима (подебљане године означавају победника те године)                      |
| ----------- | --------------------------------------------------------------------------------------------------- |
| Ливерпул    | 9 (1977, 1978, 1981, 1984, 1985, 2005, 2007, 2018, 2019)                                            |
| Реал Мадрид | 16 (1956, 1957, 1958, 1959, 1960, 1962, 1964, 1966, 1981, 1998, 2000, 2002, 2014, 2016, 2017, 2018) |

## Позадина
Ливерпул је играо своје десето финале Купа европских шампиона, односно УЕФА Лиге шампиона. Претходно су били бољи у шест финала (1977, 1978, 1981, 1984, 2005, 2019) док су три изгубила (1985, 2007, 2018). Тренер Ливерпула Јирген Клоп по четврти пут се нашао у финалу Лиге шампиона: с Борусијом Дортмунд је био у финалу 2013. и с Ливерпулом 2018. и 2019. године Поред поменутих титула у Купу шампиона, односно Лиги шампиона, Ливерпул је био вицепрвак Купа победника купова 1965/66. (у финалу је изгубио од Борусије Дортмунд) и четири пута је учествовао у финалима Купа УЕФА, односно УЕФА Лиге Европе (1973, 1976 и 2001. је освајао такмичење, а изгубио је 2016). Јирген Клоп је имао могућност да постане четврти тренер који долази из Немачке који је успео узастопно да одведе свој клуб до наслова Лиге шампиона (2019. је титула припала Ливерпулу који је предводио управо Клоп, 2020. Бајерн Минхену који је предводио Ханзи Флик и 2021. Челсију који је предводио Томас Тухел).
Реал Мадрид је играо своје рекордно седамнаесто финале Купа европских шампиона, односно УЕФА Лиге шампиона. Претходно су били бољи у тринаест финала (1956, 1957, 1958, 1959, 1960, 1966, 1998, 2000, 2002, 2014, 2016, 2017, 2018) док су три изгубила (1962, 1964 и 1981). Тренер Реала Карло Анчелоти успео је доћи до свог рекордног петог финала у Лиги шампиона као тренер; с Миланом је био првак такмичења 2003. и 2007. и вицепрвак 2005. а 2014. подигао је пехар као тренер Реал Мадрида. У финалу је имао могућност да постане први фудбалски тренер у историји који је освојио четири Лиге шампиона и укупно осам европских трофеја. Реал Мадрид је такође био учесник двају финала Купа победника купова (оба је изгубио — 1971 и 1983) и двају финала Купа УЕФА (оба је добио — 1985. и 1986).
У финалу су се по рекордни трећи пут сусрела ова два тима. Прво су се састали у финалу из 1981, које се одржало на париском стадиону Парк принчева, које је завршено резултатом 1 : 0 у корист Ливерпула. Други пут су се нашли у финалу из 2018, одржаном на Олимпијском стадиону у Кијеву, које је припало Реалу (3 : 1). Ово је било треће финале за Карла Анчелотија у коме му је противник био Ливерпул, после финала из 2005 и 2007. године, док је као фудбалер Роме играо против Ливерпула у финалу из 1984. Шести пут је клуб из Шпаније играо финале против клуба који долази из Енглеске, после 1981, 2006 (Барселона против Арсенала), 2009. и 2011. (оба пута Барселона против Манчестер јунајтеда) и 2018. године.
Не рачунајући финала из 1981 и 2018. године, два клуба су играла међусобно укупно шест пута у европским такмичењима: Ливерпул је добио обе утакмице у осмини финала ЛШ 2008/09. (1 : 0 у гостима, 4 : 0 код куће), Реал је био бољи у обе утакмице током групне фазе ЛШ 2014/15. (3 : 0 у гостима, 1 : 0 код куће) и Реал је добио прву и ремизирао другу утакмицу у четвртфиналном дуелу ЛШ 2020/21. (3 : 1 код куће, 0 : 0 у гостима).

## Утакмица

### Детаљи
„Домаћин” (из административних разлога) изабран је додатним жребом који се одржао након жребова за четвртфинале и полуфинале такмичења.
| Ливерпул | 0 : 1    | Реал Мадрид          |
| -------- | -------- | -------------------- |
|          | Извештај | Винисијус Жуниор 59’ |

| Ливерпул | Реал Мадрид |

| Г           | 1  | Алисон Бекер             |     |     |
| О           | 66 | Трент Александер-Арнолд  |     |     |
| О           | 5  | Ибраима Конате           |     |     |
| О           | 4  | Вирџил ван Дајк          |     |     |
| О           | 26 | Ендру Робертсон          |     |     |
| С           | 14 | Џордан Хендерсон (к)     |     | 77’ |
| С           | 3  | Фабињо                   | 62’ |     |
| С           | 6  | Тијаго Алкантара         |     | 77’ |
| Н           | 11 | Мохамед Салах            |     |     |
| Н           | 10 | Садио Мане               |     |     |
| Н           | 23 | Луис Дијаз               |     | 65’ |
| Замене:     |    |                          |     |     |
| Г           | 62 | Кивин Келехер            |     |     |
| О           | 12 | Џо Гомез                 |     |     |
| О           | 21 | Костас Цимикас           |     |     |
| О           | 32 | Жоел Матип               |     |     |
| С           | 7  | Џејмс Милнер             |     |     |
| С           | 8  | Наби Кеита               |     | 77’ |
| С           | 15 | Алекс Окслејд-Чејмберлен |     |     |
| С           | 17 | Кертис Џоунс             |     |     |
| С           | 67 | Харви Елиот              |     |     |
| Н           | 9  | Роберто Фирмино          |     | 77’ |
| Н           | 18 | Такуми Минамино          |     |     |
| Н           | 20 | Диого Жота               |     | 65’ |
| Тренер:     |    |                          |     |     |
| Јирген Клоп |    |                          |     |     |

| Г              | 1  | Тибо Куртоа       |  |       |
| О              | 2  | Дани Карвахал     |  |       |
| О              | 3  | Едер Милитао      |  |       |
| О              | 4  | Давид Алаба       |  |       |
| О              | 23 | Ферланд Менди     |  |       |
| С              | 10 | Лука Модрић       |  | 90’   |
| С              | 14 | Касемиро          |  |       |
| С              | 8  | Тони Крос         |  |       |
| Н              | 15 | Федерико Валверде |  | 86’   |
| Н              | 9  | Карим Бензема (к) |  |       |
| Н              | 20 | Винисијус Жуниор  |  | 90+3’ |
| Замене:        |    |                   |  |       |
| Г              | 13 | Андриј Лунин      |  |       |
| О              | 6  | Начо              |  |       |
| О              | 12 | Марсело           |  |       |
| С              | 17 | Лукас Васкез      |  |       |
| С              | 19 | Дани Себаљос      |  | 90’   |
| С              | 22 | Иско              |  |       |
| С              | 25 | Едуардо Камавинга |  | 86’   |
| Н              | 7  | Едан Азар         |  |       |
| Н              | 11 | Марко Асенсио     |  |       |
| Н              | 18 | Гарет Бејл        |  |       |
| Н              | 21 | Родриго           |  | 90+3’ |
| Н              | 24 | Маријано          |  |       |
| Тренер:        |    |                   |  |       |
| Карло Анчелоти |    |                   |  |       |

| Играч утакмице: Тибо Куртоа (Реал Мадрид) Помоћне судије: Никола Дано Сирил Грингор Четврти судија: Беноа Бастјен ВАР: Жером Бризар Помоћне судије за ВАР-ом: Вили Делажо Масимилијано Ирати Филипо Мели | Правила: - Регуларни део утакмице траје 90 минута; - Уколико је резултат нерешен, играју се продужеци у трајању од 30 минута; - Уколико је резултат и даље нерешен, изводе се једанаестерци; - Сваки тим има дванаест играча на клупи; - Дозвољено је укупно извршити пет измена, с тим да се у продужецима може извршити и шеста измена. |